# Fiordo Bigourdan
El fiordo Bigourdan o seno Bigourdan (según Chile) es un fiordo de 19 kilómetros de largo en dirección estenoreste - oesudoeste y tres kilómetros de ancho promedio. Se extiende entre la isla Pourquoi Pas y la parte suroeste de la península Arrowsmith (abriéndose en el cabo Sáenz Peña), a lo largo de la costa oeste de la península Antártica, Antártida.

## Historia y toponimia
El fiordo fue descubierto por la Cuarta Expedición Antártica Francesa bajo la dirección de Jean-Baptiste Charcot, entre 1908 y 1910, y nombrado por él en honor a Guillaume Bigourdan, un astrónomo francés. El contorno de este fiordo fue cartografiado con mayor precisión en 1936 por la Expedición Británica a la Tierra de Graham bajo la dirección de John Riddoch Rymill.y fue recartografiado por el British Antarctic Survey en noviembre de 1948. Desde 1962, la cartografía chilena utiliza seno en lugar de fiordo.

## Reclamaciones territoriales
Argentina incluye al fiordo en el departamento Antártida Argentina dentro de la provincia de Tierra del Fuego, Antártida e Islas del Atlántico Sur; para Chile forma parte de la comuna Antártica de la provincia Antártica Chilena dentro de la Región de Magallanes y de la Antártica Chilena; y para el Reino Unido integra el Territorio Antártico Británico. Las tres reclamaciones están sujetas a las disposiciones del Tratado Antártico.
Nomenclatura de los países reclamantes: 
- Argentina: fiordo Bigourdan[5][6]
- Chile: seno Bigourdan[3]
- Reino Unido: Bigourdan Fjord[4]